# Делото
„Делото“ е български телевизионен игрален филм (криминален) от 1989 година на режисьора Красимир Атанасов, по сценарий на Владо Даверов. Оператор на филма е Иван Геков, а автор на музиката Йонко Попов. . 

## Актьорски състав
| Роля               | Изпълнител           |
| ------------------ | -------------------- |
| Митко Ялъмов       | Христо Шопов         |
| Славчо Петров      | Румен Иванов         |
| Мариана            | Нона Милева          |
| бащата на Славчо   | Антон Радичев        |
| майката на Мариана | Мария Стефанова      |
| бащата на Мариана  | Йордан Спиров        |
| майката на Митко   | Силвия Рангелова     |
| удавникът          | Продан Нончев        |
| Голака             | Любен Чаталов        |
|                    | Асен Георгиев        |
|                    | Никола Дадов         |
|                    | Кина Мутафова        |
|                    | Цветан Ватев         |
|                    | Йордан Биков         |
|                    | Юлия Дживджорска     |
|                    | Ива Кавалджиев       |
|                    | Ангелина Самарджиева |